# Ньюджент, Джон, 5-й граф Уэстмит
Джон Ньюджент, 5-й граф Уэстмит  (англ. John Nugent, 5th Earl of Westmeath; 1671 — 3 июля 1754) — ирландский дворянин и профессиональный военный.

## Биография
Родился в 1671 году. Младший (третий) сын Кристофера Ньюджента, лорда Делвина (? — до 1680) и Мэри Батлер, дочери полковника Ричарда Батлера.
В чине кадета в конной гвардии короля Якова II он участвовал в битве при Бойне и при осаде Лимерика. В 1691 году Джон Ньюджент уехал из Ирландии во Францию, где поступил на службу во французскую армию. Служил лейтенантом королевском полке ирландской кавалерии во Франции и Фландрии до 1697 года. Участвовал в Войне за испанское наследство. В апреле 1705 году получил чин капитана. Принимал участие в битвах при Рамильи (1706), Ауденарде (1708), Мальплаке (1709), осадах Дуэ и Кенуа, а также в битве при Денене (1712). В январе 1720 году ему был присвоен чин майора. В мае 1736 года он получил звание подполковника. 1 января 1740 года Джону Ньюдженту был присвоен чин бригадного генерала. 2 мая 1744 года он получил чин лагерного маршала. Он уволился с действительной службы в 1748 году.
30 июня 1752 года после смерти своего старшего брата Томаса Ньюджента, 4-го графа Уэстмита, не оставившего после себя наследников мужского пола, Джон Ньюджент унаследовал титулы 5-го графа Уэстмита (Пэрство Ирландии) и 10-го барона Делвина (Пэрство Ирландии).
Лорд Уэстмит скончался в Нивеле в Валлонском Брабанте в 1754 году.

## Семья
7 января 1711 года Джон Ньюджент женился на Маргарите Жанне Мольца (? — 11 февраля 1776), дочери графа Карло Мальца из Модены и его жены Вероники Анделотти. У супругов было семеро детей:
- Томас Ньюджент, 6-й граф Уэстмит (18 апреля 1714 — 7 сентября 1792)[1], старший сын и преемник отца.
- Джеймс Ньюджент
- Джон Кристофер Ньюджент
- Ричард Ньюджент
- Эдвард Ньюджент
- Мари Шарлотта Ньюджент
- Франсуа Кристин Ньюджент

Ему наследовал его старший сын Томас Ньюджент, 6-й граф Уэстмит.